# Kristen Connolly
Kristen Nora Connolly (ur. 12 lipca 1980 w Montclair, New Jersey) – amerykańska aktorka. Najlepiej znana z ról w filmie: Dom w głębi lasu (2012) oraz w serialu House of Cards

## Życiorys
Kristen urodziła się w Montclair w New Jersey. Jest starszą siostrą Willa Connolly’ego.

## Filmografia

### Aktor
| Rok  | Tytuł                    | Rola                       | Uwagi                |
| ---- | ------------------------ | -------------------------- | -------------------- |
| 2003 | Uśmiech Mony Lizy        | Studentka historii sztuki  |                      |
| 2006 | iChannel                 | Dziewczyna                 |                      |
| 2008 | Zdarzenie                | Kobieta czytająca na ławce |                      |
| 2008 | Mów mi Dave              | Całująca się dziewczyna    |                      |
| 2008 | Droga do szczęścia       | Pani Brace                 |                      |
| 2009 | Wyznania zakupoholiczki  | Dziewczyna w Różowym       |                      |
| 2010 | Superego                 | Josey                      | Film telewizyjny     |
| 2011 | Certainty                | Betsy                      |                      |
| 2011 | The Five Stages of Grief | Allison                    | Film krótkometrażowy |
| 2012 | Dom w głębi lasu         | Dana Polk                  |                      |
| 2012 | The Bay                  | Stephanie                  |                      |
| 2012 | Ex-Girlfriends           | Laura                      |                      |
| 2014 | A Mighty Nice Man        | Matka Charlotty            | Film krótkometrażowy |
| 2014 | Dobre małżeństwo         | Petra Anderson             |                      |
| 2014 | Worst Friends            | Zoe                        |                      |

| Rok       | Tytuł                               | Rola                | Uwagi                                       |
| --------- | ----------------------------------- | ------------------- | ------------------------------------------- |
| 2008      | Detektyw Amsterdam                  | Fanny               | Odcinek: "Honor"                            |
| 2008      | Prawo i porządek: Zbrodniczy zamiar | Miranda/Teresa      | Odcinek: "Vanishing Act"                    |
| 2008      | Guiding Light                       | Jolene              | 16 odcinków                                 |
| 2009      | Life on Mars                        | Donna               | Odcinek: "Let All the Children Boogie"      |
| 2008–2009 | As the World Turns                  | Josie Anderson      | 39 odcinków                                 |
| 2009      | Siostra Jackie                      | Mrs. Vogal          | Odcinek: "School Nurse"                     |
| 2009      | Szpital Miłosierdzia                | Carey Whitlow       | Odcinek: "You Lost Me with the Cinderblock" |
| 2011      | Żona idealna                        | Maggie Reeves       | Odcinek: "Get a Room"                       |
| 2013–2014 | House of Cards                      | Christina Gallagher | 17 odcinków                                 |
| 2014      | Houdini                             | Bess Houdini        | miniserial                                  |
| 2015      | The Whispers                        | Lena                | 13 odcinków                                 |
| 2015      | Zoo                                 | Jamie Campbell      | 13 odcinków                                 |